# Riyo Mori
Riyo Mori (森　理世, Mori Riyo) (Shizuoka, 24 de dezembro de 1986) é uma rainha da beleza japonesa coroada como Miss Universo 2007. É a segunda representante do Japão a vencer o evento; a primeira foi Akiko Kojima em 1959. 